# Okres Kladno
Okres Kladno (deutsch Bezirk Kladen) ist ein Bezirk im Středočeský kraj in Tschechien. Das Gebiet ist ein Teil der Böhmischen Masse (Český masiv) und leicht hügelig. Der höchste Punkt ist Vysoký vrch bei Malé Kyšice (486 m ü. M.). Der Bezirk ist bekannt als Lagerstätte von Steinkohle.
Mit 720 km² gehört er zu den kleineren Bezirken im Kreis. In 100 Gemeinden mit 92 Ortsteilen leben 152.000 Menschen. In den acht Städten Kladno, Libušín, Slaný, Stochov, Unhošť, Velvary, Smečná und Buštěhrad leben 67 % der Bevölkerung der Region. Das Durchschnittsalter liegt mit 39,8 Jahren im Landesschnitt.
Die Wirtschaftskraft wurde in der Vergangenheit von Kohleförderung und Stahlerzeugung bestimmt, deren Bedeutung jedoch in den 1990er Jahren stark abnahm. Inzwischen haben sich hier elektrotechnische Betriebe, Maschinen- und Lebensmittelindustrie angesiedelt. Zu den bedeutendsten Arbeitgebern gehören in Kladno Celestica, Strojírny POLDI sowie Energie – stavební a báňská, a.s und in Slaný F.X. MEILLER. In der Landwirtschaft werden Zuckerrüben und Getreide angebaut und es wird Viehzucht betrieben.
52,6 % der Bevölkerung haben eine Beschäftigung, davon 23 % in der Industrie (nach 50 % 1980). Steigend ist die Zahl der Beschäftigten in den Branchen Bauwesen und in den tertiären Zweigen. Der durchschnittliche Bruttolohn beträgt 17.160 Kronen und liegt leicht über dem Landesdurchschnitt. Die Arbeitslosigkeit beträgt 9,9 %. Diese wäre höher, wenn ein Teil der Bevölkerung nicht in Prag arbeiten könnte.
Die Umwelt ist durch den Kohlebergbau und intensiv betriebene Landwirtschaft relativ stark belastet. Durch die Auflösung des Bergbaus und der Schließung der Stahlwerke haben sich die Umweltbedingungen gebessert.

## Sehenswürdigkeiten
Obwohl Kladensko nicht zu den großen touristischen Regionen gehört, befinden sich hier einige Plätze, die man kennenlernen sollte.
- Aus der Zeit um 895 stammt das älteste Gebäude Tschechiens, die Rotunde des Hl. Peter-und-Paul in der Burg Budeč
- Romanische Rotunde des Hl. Nikolaus in Vrapice
- Spätgotischer Dom des Hl. Gothard in Slaný
- Renaissance-Schloss Smečná
- Die Barock-Kirche in Slaný
- Pestsäule in Velvary
- Bauerngotik, z. B. der Cifkůf-Hof in Třebíz aus dem 17. Jahrhundert

Im Bezirk befindet sich auch die durch die UNESCO geschützte Region Křivoklátsko, sowie weitere kleinflächige Naturparks wie Bilichovské údolí mit dem vor dem Aussterben geschützten Schwarzen Germer oder Cikánský dolík, die zum Schutz gefährdeter Pflanzen angelegt wurden.
Am 1. Januar 2007 wurde die Gemeinde Lány aus dem Okres Rakovník in den Okres Kladno überwiesen und die Gemeinde Olovnice wechselt in den Okres Mělník.

## Städte und Gemeinden

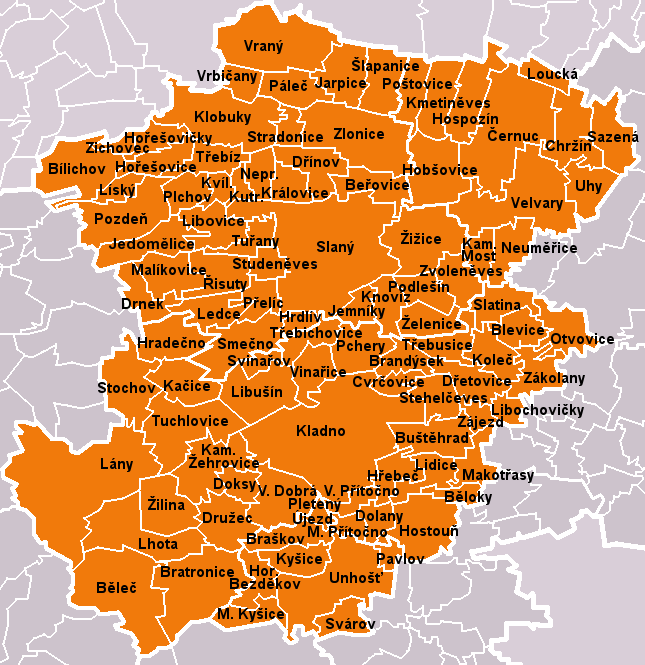
Städte und Gemeinden des Bezirks

Běleč – Běloky – Beřovice – Bílichov – Blevice – Brandýsek – Braškov – Bratronice – Buštěhrad – Černuc – Cvrčovice – Doksy – Dolany – Drnek – Družec – Dřetovice – Dřínov – Hobšovice – Horní Bezděkov – Hořešovice – Hořešovičky – Hospozín – Hostouň – Hradečno – Hrdlív – Hřebeč – Chržín – Jarpice – Jedomělice – Jemníky – Kačice – Kamenné Žehrovice – Kamenný Most – Kladno – Klobuky – Kmetiněves – Knovíz – Koleč – Královice – Kutrovice – Kvílice – Kyšice – Lány – Ledce – Lhota – Libochovičky – Libovice – Libušín – Lidice – Líský – Loucká – Makotřasy – Malé Kyšice – Malé Přítočno – Malíkovice – Neprobylice – Neuměřice – Otvovice – Páleč – Pavlov – Pchery – Pletený Újezd – Plchov – Podlešín – Poštovice – Pozdeň – Přelíc – Řisuty – Sazená – Slaný – Šlapanice – Slatina – Smečno – Stehelčeves – Stochov – Stradonice – Studeněves – Svárov – Svinařov – Třebichovice – Třebíz – Třebusice – Tuchlovice – Tuřany – Uhy – Unhošť – Velká Dobrá – Velké Přítočno – Velvary – Vinařice – Vraný – Vrbičany – Zájezd – Zákolany – Želenice – Zichovec – Žilina – Žižice – Zlonice – Zvoleněves